# Minami-Senju
Minami-Senju (南千住, literalment "Senju-sud") és un chōchō o barri del districte especial d'Arakawa, a Tòquio, Japó. Anteriorment i fins al 1932 va ser un municipi del distrcite de Kita-Toshima.

## Geografia
Minami-Senju es troba en l'extrem més oriental d'Arakawa i limita al nord i a l'est amb el riu Sumida. Es tracta en la majoria del barri d'una zona moderna residencial amb apartaments i unifamiliars. El barri es troba ben connectat amb el centre de Tòquio per mitjà de diferents línies de tren i l'estació de Minami-Senju que es troba a Minami-Senju 4. La conflictiva zona de Sanya es troba repartida entre diferents barris de Taitō i un d'Arakawa: El de Minami-Senju 2.

### Sub-barris
El barri disposa de 8 sub-barris:
| Nom            | Núclis | Habitants   |
| -------------- | ------ | ----------- |
| Minami-Senju 1 | 2.138  | 3.837 hab.  |
| Minami-Senju 2 | 1.616  | 2.579 hab.  |
| Minami-Senju 3 | 2.623  | 5.339 hab.  |
| Minami-Senju 4 | 1.716  | 3.812 hab.  |
| Minami-Senju 5 | 2.673  | 4.675 hab.  |
| Minami-Senju 6 | 3.780  | 8.270 hab.  |
| Minami-Senju 7 | 3.044  | 6.164 hab.  |
| Minami-Senju 8 | 4.519  | 11.923 hab. |
| Total          | 22.154 | 46.581 hab. |

## Història

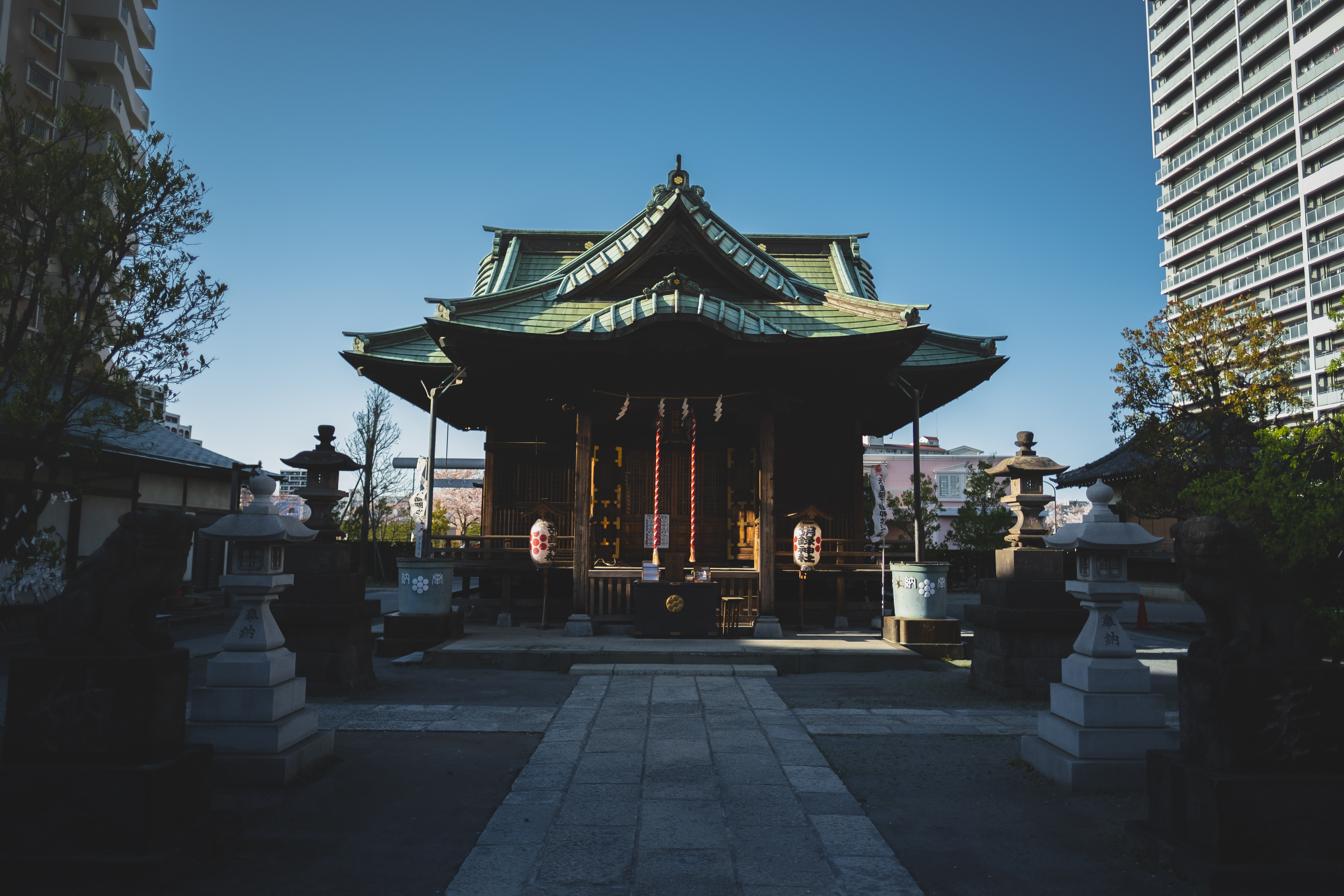
Santuari de Hachiman-Wakamiya

Minami senju va començar sent un poble de parada amb allotjaments i menjadors en la ruta de Nikkō Kaidō en el període Edo.
Des del període Edo fins a l'era Meiji va existir a la zona una presó i lloc d'execusció anomenat presó Kozukappara on s'executaren més de 200.000 criminals. La presó es trobava exactament en un temple al costat de l'estació de Minami-Senju, entre les línies Joban (JR) i la línia Hibiya.
La zona est on el riu Sumida fa un arc s'ha convertit en una ciutat industrial gràcies a les bones condicions geogràfiques per al comerç i es seu d'algunes empreses com Unitika (empresa de plàstics) i Kanebo (empresa de cosmètics).
Prop de l'estació, al sud es troba la zona de Sanya, en la intersecció de Namidabashi, conegut antigament com un barri de treballadors i avui dia una de les zones més deprimides de Tòquio.

## Transport

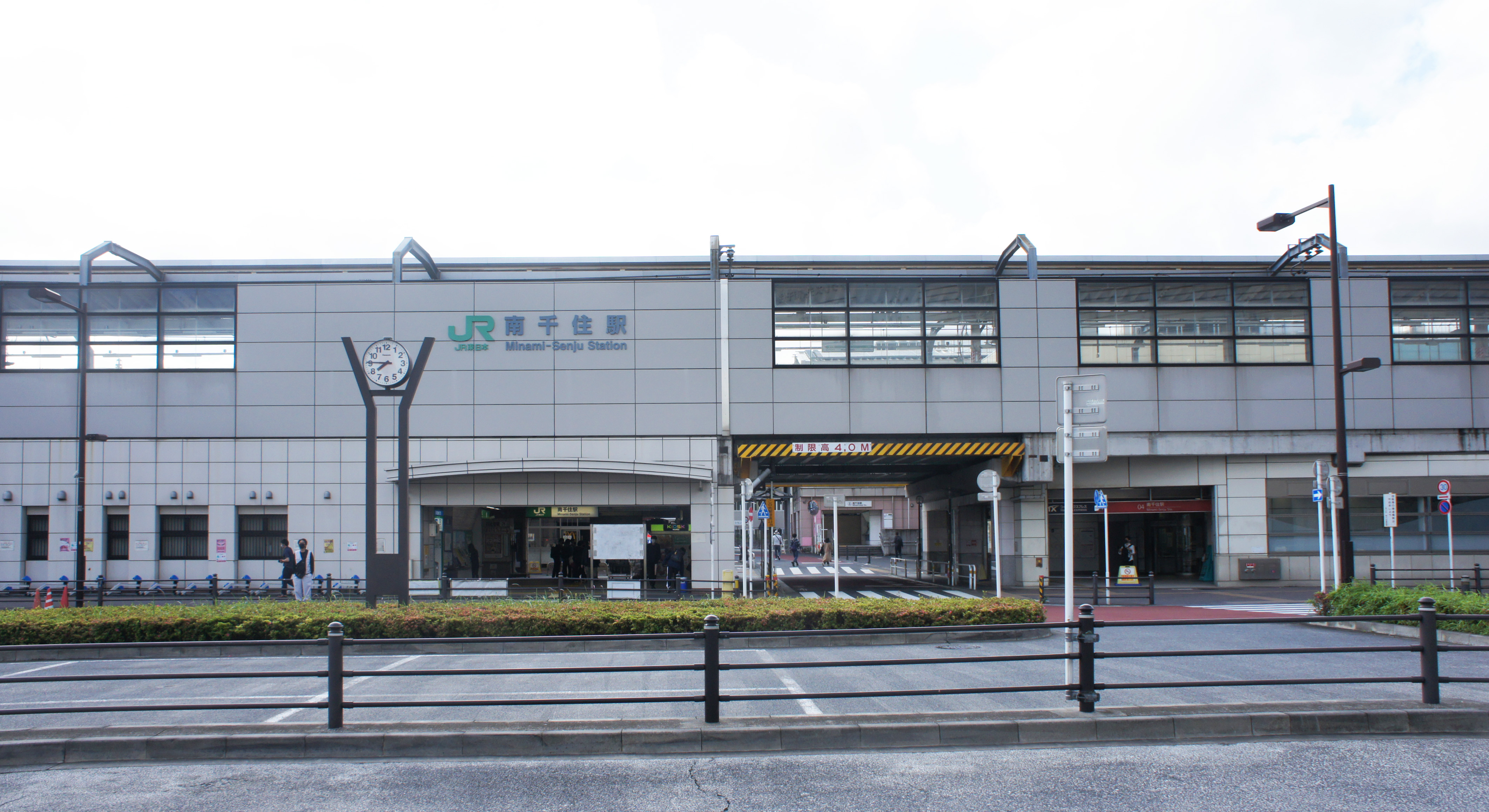
Estació de Minami-Senju

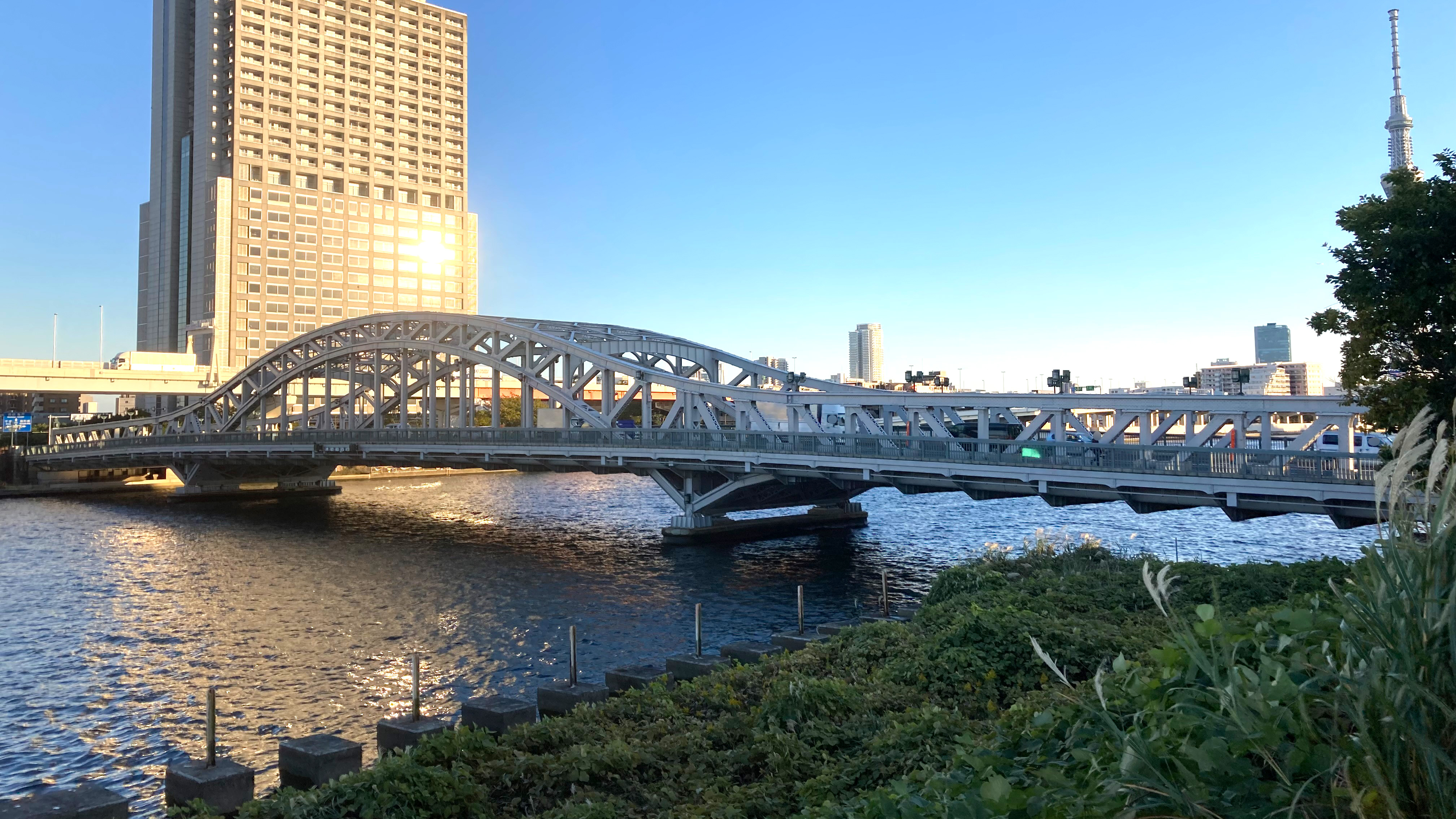
Pont Shirahige

### Ferrocarril
- Companyia de Ferrocarrils del Japó Oriental (JR East)
  - Minami-Senju
- Tsukuba Express (TX)
  - Minami-Senju
- Metro de Tòquio
  - Minami-Senju[4]
- Tramvia Metropolità de Tòquio (TOEI-Toden)
  - Minowabashi - Arakawa-Itchūmae
- Ferrocarrils de Mercaderies del Japó (JR Freight)
  - Sumidagawa

### Carretera
- N-4
- TK-306 - TK-314 - TK-464